# João I av Kongo
João I av Kongo (död 1506), även känd som Nzinga a Nkuwu eller Nkuwu Nzinga, var kung över Kongoriket 1470-1506. Han lät döpa sig till det kristna namnet João den 3 maj 1491 under påverkan från portugisiska missionärer, och byggde upp ett omfattande rike med hjälp av europeiska vapen.

## Fotnoter
1. ↑  Emmanuel K. Akyeampong & Henry Louis Gates (red.), Dictionary of African Biography, Oxford University Press, 2012, läs online.[källa från Wikidata]
2. ↑  Oliver, Roland and Anthony Atmore: "Medieval Africa, 1250–1800", s 170. Cambridge University Press, 2001